# Brusturoasa
Brusturoasa est une commune roumaine située dans le județ de Bacău.